# Naomi Carroll
Pour les articles homonymes, voir Carroll.
Naomi Carroll est une joueuse de hockey sur gazon irlandaise évoluant au poste d'attaquante au Catholic Institute HC et pour l'équipe nationale irlandaise.

## Biographie
- Naissance le 13 septembre 1992 dans le Comté de Clare.

## Carrière
Elle a fait partie de l'équipe nationale pour concourir aux Jeux olympiques d'été de 2020 à Tokyo.